# Дабаньчэн
Район Дабаньчэ́н (кит. упр. 达坂城区, пиньинь Dábǎnchéng qū) — район городского подчинения городского округа Урумчи Синьцзян-Уйгурского автономного района КНР.

## Этимология
Район назван по посёлку Дабаньчэн, в котором размещается его правление.

## История
В 1971 году здесь был образован Горнодобывающий район Наньшань (南山矿区). В 1999 году он был переименован в район Наньцюань (南泉区). В 2002 году к району были присоединены дополнительные территории (в том числе посёлок Дабаньчэн из состава уезда Урумчи), и он получил современное название.

## Административное деление
Район Дабаньчэн делится на 3 уличных комитета, 1 посёлок и 3 волости.

Анклав района заключён между уездом Урумчи, округом Турфан и Баянгол-Монгольским автономным округом.

## Исправительное учреждение
В 2018 году в Дабаньчэне был открыт один из крупнейших лагерей перевоспитания, предназначенный для принудительного содержания уйгуров и других мусульман Синьцзяна. По оценкам специалистов, в 24 мужских и 32 женских блоках лагеря № 3 содержатся от 11 000 до 130 000 заключённых.